# Cementerio Patrimonial de Cuenca
El Cementerio Patrimonial de Cuenca es el cementerio más grande y antiguo de la ciudad de Cuenca, Ecuador. Fue construido en 1862. El área del cementerio es aproximadamente siete hectáreas y fue declarado Patrimonio de la Nación en 2002.
Está administrado por la empresa municipal EMUCE EP.
El cementerio tiene una pequeña área donde se encuentran enterrados los judíos que vivieron en Cuenca, en su mayoría judíos asquenazíes huyendo del Holocausto en la Segunda Guerra Mundial.
Entre los personajes destacados que han sido enterrados se encuentran:
- Mary Corylé
- Guadalupe Larriva
- Alberto Muñoz Vernaza
- Antonio Borrero Cortázar
- Benigno Malo
- Hortensia Mata
- Piedad Moscoso
- Carlos Crespi Croci
- Rafael Carpio Abad